# Mokrsko (Polen)
Mokrsko is een dorp in het Poolse woiwodschap Łódź, in het district Wieluński. De plaats maakt deel uit van de gemeente Mokrsko en telt 1500 inwoners.